# Архангеловка (Хабаровский район)
Архангеловка — упразднённое село в Хабаровском районе Хабаровского края. Входило в Улика-Национальное сельское поселение. Исключено из учётных данных в 1997 году.

## География
Село Архангеловка располагалось на левом берегу реки Тунгуске, примерно в 18 км (по прямой) к юго-востоку от центра сельского поселения села Улика-Национальное.

## История
По данным на 1929 год село Архангеловка состояло из 14 хозяйств (в том числе 13 крестьянских) и являлось центром Архангельского сельсовета Некрасовского района Хабаровского округа Дальневосточного края. С 1933 года в составе Кур-Урмийского национального района. В 1954 году вошло в состав Улика-Павловского сельсовета. В 1963 году, после ликвидации Кур-Урмийский района, вошло в состав Хабаровского сельского района.

## Население
По переписи 1926 г. в селе проживало 62 человека (31 мужчина и 31 женщина). Преобладающей народностью являлись украинцы, которые проживали в 11 хозяйствах.